# Wendy’s International
Wendy’s International ist ein Unternehmen im Bereich der System-Gastronomie aus den Vereinigten Staaten. Der Hauptsitz befindet sich in Dublin, Ohio. Das Unternehmen ist im Aktienindex S&P 500 gelistet.
Zu dem Unternehmen gehört das Tochterunternehmen Wendy’s. Ebenso gehören zum Unternehmen zu 70 Prozent das Unternehmen Cafe Express und zu 25 Prozent das Unternehmen Pasta Pomodoro. Das Unternehmen Tim Hortons wurde im September 2006 abgetrennt.
Das Tochterunternehmen Baja Fresh wurde im November 2006 verkauft.
Wendy’s International fusionierte mit Arby's International zu Wendy's/Arby's Group.